# Francesca da Molin
Francesca da Molin, auch Francesca da Molin Soranzo († nach 1350 in Venedig), war durch die Ehe mit dem Dogen Giovanni Soranzo von seiner Wahl am 13. Juli 1312 bis zu dessen Tod am 31. Dezember 1328 über 16 Jahre lang Dogaressa der Republik Venedig. Durch die Ehe ihrer Tochter Soranza mit Niccolò Querini waren sie und ihr Mann in einen Umsturzversuch unter der Führung von Baiamonte Tiepolo im Jahr 1310 verstrickt.

## Leben

### Herkunft, Ehe
Francesca da Molin, verheiratet wohl seit ihren frühen Zwanzigern, hatte mit dem späteren Dogen drei Söhne und drei Töchter (einige von ihnen waren möglicherweise Kinder einer namentlich nicht überlieferten Frau). Die Söhne waren Marino, der eine Caterina heiratete, deren Familienname nicht überliefert ist, dann Nicolò, der schon vor dem Vater starb und in San Zanipolo beigesetzt wurde, sowie der nach dem Großvater benannte Antonio, genannt „Belello“.
Eine der Töchter, Soranza, war mit Niccolò Querini verheiratet, einem der Verschwörer von 1310. Sie floh mit ihm nach dem gescheiterten Umsturz nach Griechenland. Als ihr Vater 1312 zum Dogen gewählt wurde, kehrte sie nach Venedig zurück, ohne um Erlaubnis zu bitten. Dies stieß auf den Widerstand des für die Strafverfolgung eingesetzten Rates der Zehn, und am Ende verbrachte Soranza ihre Tage in einer Art lebenslangen Haft in einem kleinen Häuschen bei Santa Maria delle Vergini. Die zwei anderen Töchter verbrachten ihr Leben gleichfalls im Kloster. Diese beiden waren eine Elena, Nonne in San Giovanni Evangelista auf der Insel Torcello in der nördlichen Lagune von Venedig, sowie Fontana, Schwester im Franziskanerkonvent S. Maria.
Zur Zeit des Leiters des Staatsarchivs Venedig Andrea Da Mosto war, wie schon Pompeo Gherardo Molmenti erwähnt, Francescas Familienzugehörigkeit noch unbekannt; Molmenti nennt sie daher einfach „Donna Franceschina“ nach einer Chronik des 18. Jahrhunderts. Die nach Da Mostos Auffassung ‚intelligente‘ Frau erscheine in den Quellen mehrfach als Testamentsvollstreckerin für Verwandte und Freunde.

### Witwenschaft und Tod (frühestens 1350)
Aus seinem Testament, das der Doge bereits am 8. August 1321 aufsetzen ließ, geht hervor, dass er mit Francesca da Molin verheiratet war und die besagten Kinder hatte. Seine Tochter Soranza durfte noch immer ihr Häuschen nicht verlassen, es sei denn, um den kranken Vater aufzusuchen. In seinem Testament heißt es, dass sie erst nach dem Tod ihres verbannten Ehemanns im Haus der ehemaligen Dogaressa bei S. Angelo wohnen dürfe. Dieser war 1320 hingerichtet worden. Ihr vermachte der Vater 60 Lire di grossi, da sie weder Anspruch auf ihre Mitgift hatte, wie es in Venedig zur Sicherung im Alter üblich war, noch auf Unterstützung durch die Kommune.
Die ehemalige Dogaressa lebte noch mindestens bis 1350.